# 粗棘刺躄魚
粗棘刺躄魚（学名：Echinophryne crassispina）是輻鰭魚綱鮟鱇目躄魚亞目躄魚科的其中一種，為亞熱帶海水魚，分布於東印度洋區，從澳洲南部袋鼠島至塔斯馬尼亞島海域，為特有種，棲息深度0-20公尺，體長可達7公分，棲息在沿海岩礁區，生活習性不明。